# Instytut Wzornictwa Przemysłowego

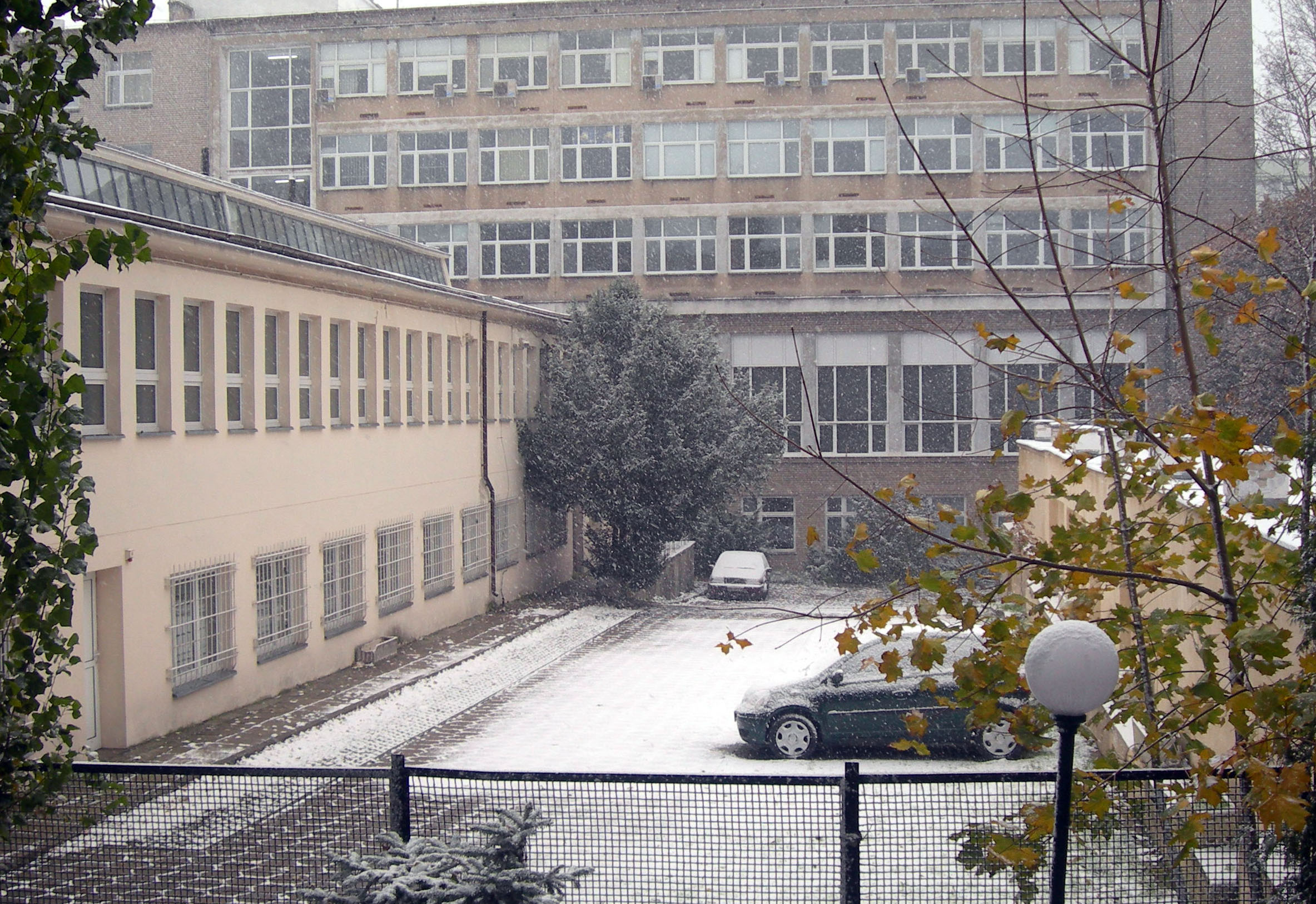
Instytut Wzornictwa Przemysłowego, widok z okna kamienicy przy ul. Długiej

Instytut Wzornictwa Przemysłowego (IWP) – jedna z najstarszych instytucji zajmujących się wzornictwem przemysłowym w Europie. Założony w październiku 1950 roku w Warszawie w wyniku przekształcenia Biura Nadzoru Estetyki Produkcji (BNEP) dzięki staraniom między innymi prof. Wandy Telakowskiej. Obecnie IWP jest jednostką naukowo-badawczą i mieści się przy ulicy Świętojerskiej 3/5 w Warszawie.

## Działalność
IWP jest strategicznym doradcą w obszarze wzornictwa. Doradza przedsiębiorstwom z różnych branż, projektantom, instytucjom i samorządom. Jest jedyną w kraju instytucją o statusie jednostki naukowej zajmującą się systemowo wzornictwem i prowadzącą działalność na rzecz poprawy– poprzez stosowanie wzornictwa – innowacyjności i konkurencyjności polskich przedsiębiorstw. 
IWP ma 60-letnie doświadczenie w upowszechnianiu i zarządzaniu wzornictwem oraz rozwojem nowego produktu. Prowadzi projekty badawcze w zakresie wzornictwa i ergonomii. Zajmuje się doradztwem w zakresie strategii i zarządzania wzornictwem, przygotowania i wdrożenia nowych produktów, w tym przygotowuje i realizuje konkursy na wyłonienie dostawców usług projektowych. Klientami IWP są przede wszystkim duże i średnie przedsiębiorstwa, które chcą wykorzystać innowację poprzez wzornictwo w celu poprawy swojej pozycji konkurencyjnej na rynku. 
IWP realizuje projekty edukacyjne w zakresie wzornictwa i zarządzania wzornictwem (design management), m.in. szkolenia dla przedsiębiorców i studia podyplomowe dla kadry zarządzającej. Organizuje także promocje innowacyjnych produktów i dobrych praktyk wzorniczych w postaci wystaw i konkursów.
Instytut jest członkiem International Council of Societies of Industrial Design (ICSID) – międzynarodowej organizacji non-profit promującej design skupiającej ponad 150 instytucji z ponad 50 krajów. IWP należy również do Design Management Institute (DMI) – międzynarodowej organizacji zrzeszającej instytucje otoczenia biznesu i kultury, które działają na polu edukacji, badań i rozwoju oraz projektowania we wszystkich dziedzinach wzornictwa.

## Galeria projektów

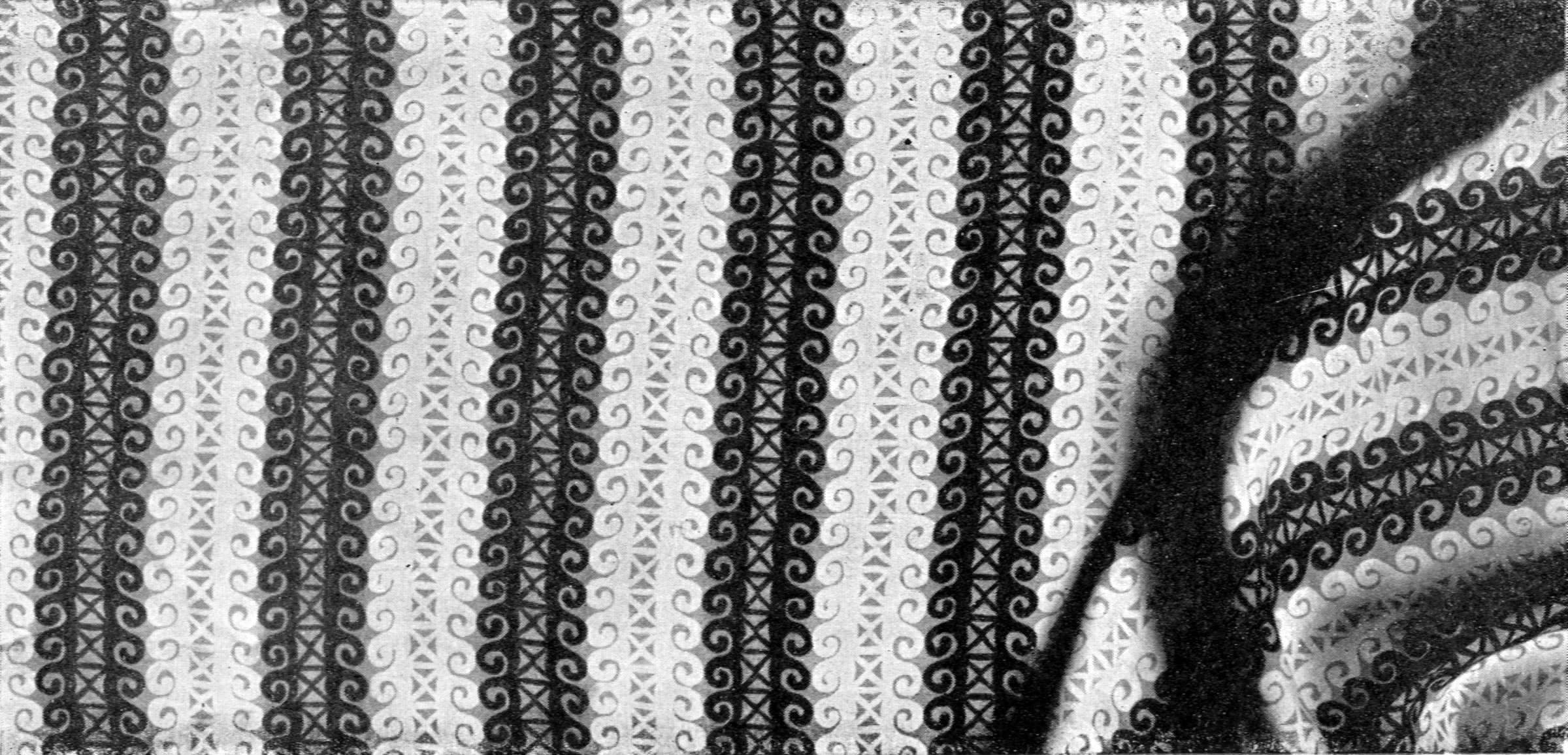
Tkanina motywy kurpiowskie
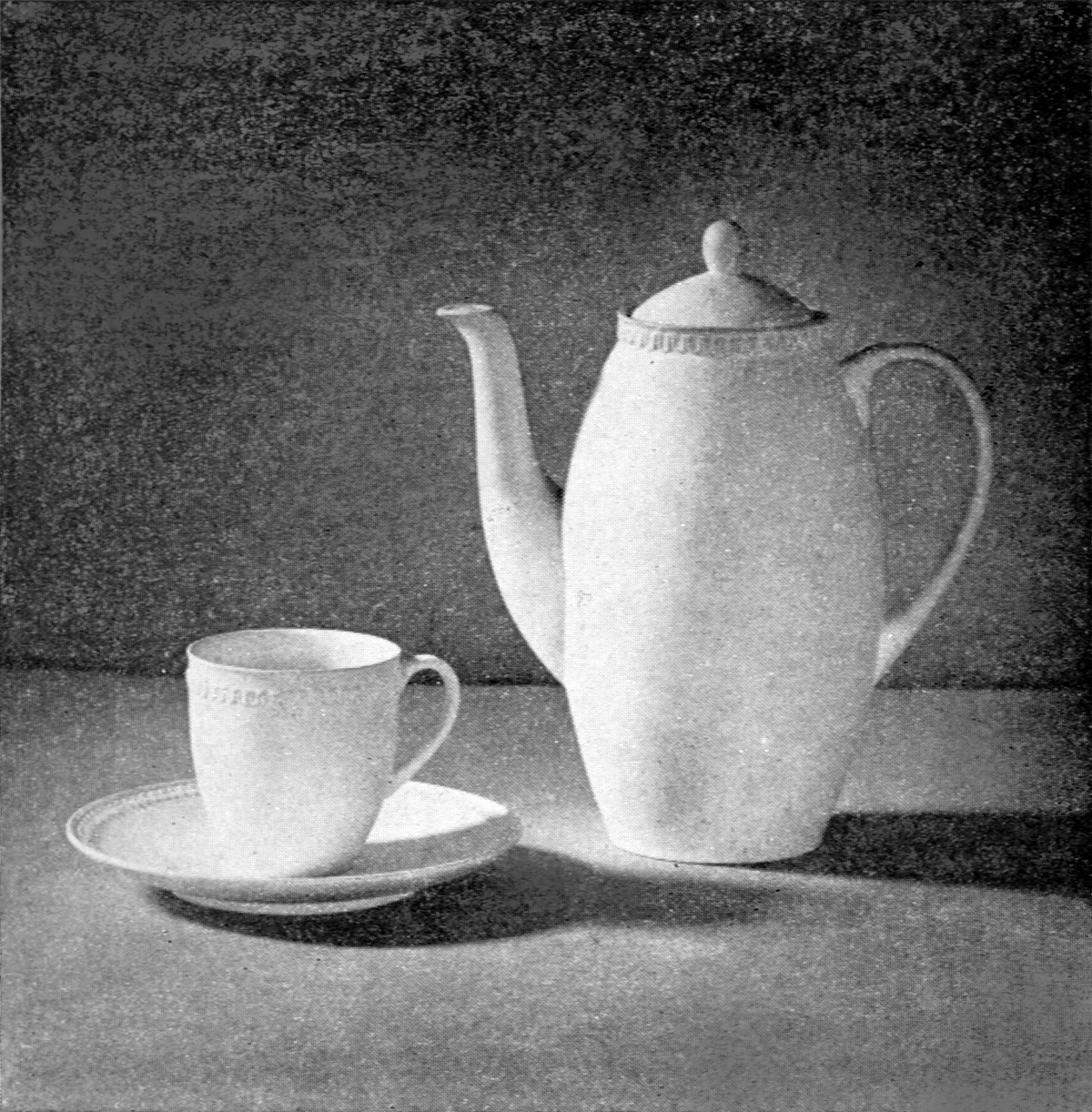
Komplet do kawy (proj. Zofia Palowa)
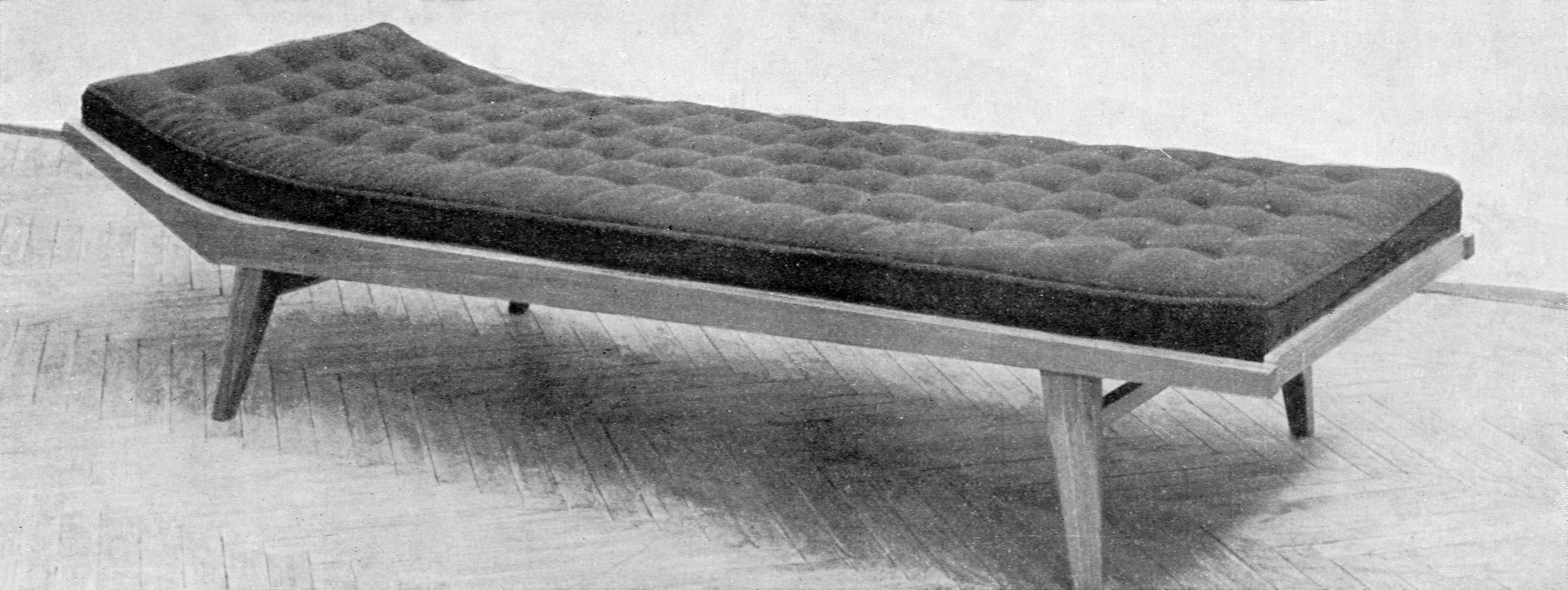
Tapczan